# Slovar
Slovár ali besednják je knjiga, v katerem so abecedno urejene in pojasnjene besede nekega jezika. Slovarji lahko vsebujejo podatke o pisavi, izgovorjavi, pomenu in izvoru posamezih besed.
Danes je večina slovarjev, dostopnih v elektronski obliki, v obliki CD-jev ali DVD plošč, nekateri pa so dostopni tudi prek spleta.
Vrste slovarjev:
1. Enojezični slovarji:
  - pravopisni slovar
  - pravorečni slovar – podatki o izgovoru besed
  - sinonimni slovar – slovar sopomenk
  - etimološki slovar – podatki o izvoru besed
  - odzadnji slovar – besede razvrščene od zadaj naprej
  - slikovni slovar
  - slovar tujk
  - terminološki slovar
  - drugi slovarji
2. Dvo- ali večjezični slovar – npr. slovensko-angleški ali angleško-slovenski slovar

## Slovenski slovarji
- Hieronymus Megiser: Dictionarium quattuor linguarum videlicet, Germanicae, Latinae, Illyricae, (quae vulgo Sclavonica appellatur) & Italicae, sive Hetruscae. Impressum Graecii Styriae 1592 dlib.si
- Marko Pohlin: TU MALU BESEDISHE TREH JESIKOV = Das ist: das kleine Wörterbuch in dreyen Sprachen = Quod est: parvum dictionarium trilingue (slovensko-nemško-latinsko). Laibach: Eger, 1781 dlib.si (v prvem delu dokumenta pod napačnim naslovom Glossarium slavicum)
- Oswald (= Ožbalt) Gutsmann: Deutsch-windisches Wörterbuch mit einer Sammlung der verdeutschten windischen Stammwörter, und einiger vorzüglichern abstammenden Wörter. Klagenfurt: von Kleinmayer, 1789 dLib.si
- Marko Pohlin: Glossarium slavicum in supplementum ad primam partem dictionarii carniolici. Viennae: literis Grosserianis 1792 dlib.si (v drugem delu)
- Anton Johann (= Anton Janez) Murko: Deutsch-Slowenisches und Slowenisch-Deutsches Handwörterbuch = ,Slovénſko-Némſhki in Némſhko-,Slovénſki RÓZHNI BE,SÉDNIK. Grätz: Franz Ferstl = V’Grádzi: per Fránci Ferstli, 1833: Deutsch-Slowenischer Theil Archive.org
- Juridisch-politische Terminologie für die slavischen Sprachen Oesterreichs: Deutsch-kroatische, serbische und slovenische Separat-Ausgabe, Wien, 1853 Google Books
- Matej Cigale: Deutsch-slowenisches Wörterbuch. Laibach: Blasnik, 1860. Knjiga 1: A–L Google Books; knjiga 2: M–Z Google Books
- Anton Janežič: Deutsch-slovenisches Hand-Wörterbuch. Klagenfurt: St. Hermagoras-Bruderschaft
  - Dritte, vollständig umgearbeitete und vermehrte Auflage bearbeitet von Anton Bartel 1889 Archive.org
  - Vierte, umgearbeitete und vermehrte Auflage bearbeitet von Anton Bartel, 1905 Archive.org
- Maks Pleteršnik: Slovensko-nemški slovar. Ljubljana: Knezoškofijstvo, 1894–1895. Knjiga 1 (1894): A–O Archive.org, Archive.org; knjiga 2 (1895): P–Ž Archive.org, Archive.org; ponatisa: Ljubljana: Cankarjeva založba, 1974; Celovec: Wieser, 2004–2005; Inštitut za slovenski jezik Frana Ramovša ZRC SAZU
- Joža Glonar: Slovar slovenskega jezika, Ljubljana: Umetniška propaganda, 1936
- Slovar slovenskega knjižnega jezika 1–5, Ljubljana: SAZU in Inštitut za slovenski jezik Frana Ramovša ZRC SAZU (izd.) – DZS (zal.), 1970–1991